# Melnik (Bulgária)
Melnik (búlgaro:Мелник) é uma cidade da Bulgária, localizada no distrito de Blagoevgrad. A sua população era de 0,364 habitantes segundo o censo de 2010.

## População
| Melnik | Melnik | Melnik | Melnik | Melnik | Melnik | Melnik | Melnik | Melnik | Melnik | Melnik | Melnik | Melnik | Melnik | Melnik | Melnik | Melnik | Melnik | Melnik | Melnik |
| --- | ------ | ------ | ------ | ------ | ------ | ------ | ------ | ------ | ------ | ------ | ------ | ------ | ------ | ------ | ------ | ------ | ------ | ------ | ------ |
| Ano | 1887   | 1910   | 1934   | 1946   | 1956   | 1965   | 1975   | 1985   | 1992   | 2001   | 2002   | 2003   | 2004   | 2005   | 2006   | 2007   | 2008   | 2009   | 2010   |
| População |        |        |        | 0,472  | 0,522  | 0,551  | 0,417  | 0,329  | 0,287  | 0,243  | 0,243  | 0,227  | 0,269  | 0,275  | 0,262  | 0,241  | 0,375  | 0,367  | 0,364  |
| Fontes: Instituto Nacional de Estatísticas, „citypopulation.de“, „pop-stat.mashke.org“, Bulgarian Academy of Sciences |        |        |        |        |        |        |        |        |        |        |        |        |        |        |        |        |        |        |        |